# Robert Rikić
Robert Rikić (Mostar, 29 aprile 1990) è un cestista croato.

## Palmarès
- Campionato montenegrino: 2

Budućnost: 2014-15, 2015-16
- Campionato bosniaco: 1

Igokea: 2016-17
- Coppa di Bosnia ed Erzegovina: 3

Široki: 2014
Igokea: 2017, 2018
- Coppa del Montenegro: 2

Budućnost: 2015, 2016